# 없어(Gone)
없어 (Gone)는 대한민국의 가수 천둥의 싱글이다. 2014년 1월 24일에 발매되었다. 타이틀곡은 <없어 (Gone)>이다.